# Pyralis farinalis
La piralide della farina, nota anche come asopia della farina o tignola della farina (Pyralis farinalis (Linnaeus, 1758)) è un lepidottero appartenente alla famiglia Pyralidae, diffuso in tutto il mondo.

## Descrizione
La piralide della farina, Pyralis farinalis (Linnaeus, 1758), è un infestante che danneggia soprattutto la farina e i cereali contaminati da muffa. Questi parassiti della farina, infatti, gradiscono molto gli ambienti umidi e rappresentano un indicatore di prodotti mal conservati per la presenza di umidità. Gli adulti hanno le ali anteriori di color bruno che si presentano più chiare alle estremità; queste due zone sono separate da due linee biancastre molto sottili. Le ali posteriori sono di colore nero.
Le larve, di colore biancastro, a maturità possono raggiungere una lunghezza di 25 mm.
Questi insetti infestanti danneggiano soprattutto farina, cereali, crusca e saltuariamente patate già contaminati da muffa o umidi.
Pyralis farinalis presenta uno sviluppo di durata compresa tra 45 e 60 giorni ad una temperatura ottimale di circa 26 °C.

## Biologia

### Alimentazione
La larva si alimenta di derrate alimentari di varia natura, come riso, farina o mais.